# モハメド・トラオレ (1994年生のサッカー選手)
モハメド・トラオレ・ディアッラ（Mohamed Traoré Diarra、1994年11月29日 - ）は、スペインとマリ共和国のサッカー選手。ポジションはFW。

## クラブ歴
バルセロナに生まれ、様々なクラブの下部組織に在籍し、RCDエスパニョールの下部組織からBチームに昇格した。2012-13シーズンには3部のセグンダ・ディビシオンBへの昇格を決めたが、彼自身の起用機会は多くなかった。そのため2013年7月にユース時代に在籍したCFバダロナに1年間のレンタル移籍をしたが、翌年1月にAEプラへとレンタル先が変わった。
2014年7月12日にエルチェCFに移籍したが、ここでも所属は基本的に3部所属のBチームであった。大凡1年でコルドバCFに移籍したが、4部のテルセーラ・ディビシオンに所属するBチームでのプレーが主であった。その彼がプロ戦初出場となったのが、2016年3月13日に行われた2部・セグンダ・ディビシオンのCDルーゴ戦で、ハーフタイムにルソとの交代での投入となった。
2017年6月25日にはBチームでの活躍が評価され、セグンダ・ディビシオンのカディスCFに3年契約で移籍した。
2018年8月、クロアチアのNKイストラ1961に移籍した。2019年1月、UDメリリャに期限付きで移籍し、スペインに復帰した。
2019年7月、エルクレスCFに移籍した。
2020年8月、レクレアティーボ・ウェルバに移籍した。

## 代表歴
スペイン生まれであるが、2014年2月17日にマリ代表を選択した。2015年3月20日に代表初招集を受けるも出場はならなかった。

## 家族
弟のアダマ・トラオレもサッカー選手。